# ام‌پی ۳۰۰۸
ام‌پی ۳۰۰۸ (۳۰۰۸ Maschinenpistole یا «تپانچه ماشینی ۳۰۰۸») سلاحی مربوط به آلمان نازی بود که به عنوان جایگزینی برای مسلسل دستی استاندارد آلمان در اواخر جنگ جهانی دوم تولید شد.
همچنین به عنوان Volksmaschinenpistole (مسلسل دستی مردم) شناخته می‌شود.